# 피에르조제프 프루동
피에르 조제프 프루동(프랑스어: Pierre-Joseph Proudhon), 1809년 1월 15일 ~ 1865년 1월 19일)은 프랑스의 상호주의 철학자이자 언론인이었다. 프루동은 스스로를 '아나키스트'(프랑스어: anarchiste)라고 칭한 최초의 인물로 알려져 있다.

## 생애

### 사회주의 입문
프루동은 프랑스 바탕에서 맥주 양조업자이자 통 제조업자의 아들로 태어났으며 9세 때 쥐라산맥에서 목동이 되었다. 브장송에 있는 중등학교에 다녔으나 경제적 부담으로 대학 입학 시험(바칼로레아)를 볼 수 없었다. 하지만 그는 인쇄소에서 기술을 배우면서 다양한 독서를 할 수 있었고, 라틴어, 그리스어, 히브리어를 독학하였다. 또한 많은 사회주의 지식인들과 친분을 쌓았다. 1838년 프루동은 장학금을 받아 대학교에 입학하였다. 그는 《소유란 무엇인가?》(What Is Property?)에서 소유를 도둑질이라고 규정하였으며 《소유자에 대한 경고》로 인해 재판을 받았으나 석방되었다.

### 카를 마르크스와의 교류
그는 1843년 자신의 인쇄소를 팔고 수상 운수회사에서 승무원으로 일하면서 카를 마르크스와 바쿠닌을 알게 되었다. 프루동이 1842년 쓴 《경제적 모순의 체계, 혹은 빈곤의 철학》에 대해, 카를 마르크스가 《철학의 빈곤》으로 비판하면서 두 사람의 사이는 매우 나빠졌다. 마르크스는 프루동을 사회주의자로서 매우 존중했지만, 그가 생각하기에 프루동의 이론은 논리적 근거가 빈약했다.

### 정치활동과 망명
프루동은 1848년 혁명이 일어난 후 국회의원으로 선출되었으나 〈민중〉(Le Peuple)지에 나폴레옹 3세를 비판하는 글을 썼다가 3년의 징역과 3,000프랑의 벌금을 선고받고 벨기에로 망명했다. 그는 파리에 돌아와 체포되어 생트펠라지 감옥에 투옥되어 1852년 석방됐다. 그는 생트펠라지에서 외프라지 피에가르(Euphrasie Piegard)와 결혼했으며 《혁명가의 고백》과 〈민중의 목소리〉를 썼으나 다시 기소되어 다른 감옥으로 이송된다. 그는 1858년 로마 가톨릭교회를 비판한《혁명과 교회의 정의론》으로 다시 3년의 징역과 4,000프랑의 벌금을 선고받아 브뤼셀로 망명하여 이때 레프 톨스토이를 만난다. 1862년 그는 파리로 돌아와서 《소유의 이론》과《노동계급의 정치적 역량에 대해서》를 썼다. 그는 1865년 갑작스럽게 사망한다.

## 사상

### 재산과 국가
그에게 있어 프랑스 대혁명은 결코 ‘혁명’이 아니며, 그것은 한 인간의 주권(전체주의)에 대신하여 다수의 인간의 주권(민주주의)을 세운 데 지나지 않고, 양자는 모두 타자에 대한 의지의 강제라는 점에서 원리상 아무런 변화도 없으며, 모두 비난받아야 할 것이다. 더구나 프랑스 대혁명은 인간 억압의 사회적 기초인 재산제도에 조금도 손을 대지 않았다. 재산(Property) 일체의 악의 근원이며, 프루동은"재산은 도둑질한 것"(Property is Theft)이라고 했는데, 통속적으로 법이 권리로 인정하는 재산들도 그러하다는 것이다.
그는 소유의 정당함은 오직 그것을 사용하거나 점유(occupancy)하고 있을 때만 가능하고 주장하면서 점유와 실질 사용을 바탕으로 규정되는 소지(possession)권 개념을 주장하였다. 이런 의미에서 프루동은 ‘재산은 절도이자, 재산은 자유이다.’ 라고 하였다.
프루동은 이러한 억압의 근본 원인은 국가가 지원하는 재산권의 존재라고 주장한다. 그의 관점에서 재산(Property)은 절도이자 자유이다. 한 사람이 다른 사람들이 생존하는 데 필요한 재산을 소유할 때 절도이다. 재산은 그것을 소유한 사람이 점유(occupying)하지 않고도 소유할 수 있고 단순히 법적 소유권을 가지고 있기 때문에 임대료, 소득 및 이윤을 얻을 수 있을 때 절도이다. 이러한 형태의 재산 덕분에 소수의 재산 소유자가 대다수 시민을 통제할 수 있으며, 대다수 시민은 단순히 "소유권"을 가지고 있지 않기 때문에 영원히 빚을 지고 있다.  이런 의미에서 재산은 재산을 가진 소수자에 의한 무재산자의 노예화의 한 형태를 가능하게 했다. 프루동의 무정부주의가 도전하고자 하는 것은 바로 이러한 노예화이다.

그러나 이것은 모든 재산을 집단적으로 소유해야 한다는 것을 의미하지 않는다. 마르크스와 달리 프루동은 재산이 국가를 포함한 누구에게도 독점적으로 소유되기를 원하지 않는다. 그것은 또한 소수자(즉, 정치적 엘리트)가 다수의 삶에 대해 부당한 통제를 행사할 수 있게 할 것이다. 프롤레타리아트가 완전한 해방을 달성하려면 국가의 권력 없이 그렇게 해야한다.

(...) 필요한 것은 모든 사람이 자유를 누릴 수 있도록 보장하는 재산 제도이다. 프루동에 따르면 모든 이에게 자유를 보장하는 가장 좋은 방법은 각각의 개인이나 소규모 집단이 자신들의 생산수단을 직접 소유하는 것이다. 재산은 그것이 실제 점유(possession)와 일치할 때만 정당하다. 프루동이 반대하는 것은 재산 그 자체가 아니라 소수에 의한 막대한 재산의 집중이다.
프루동은 개인소유(personal property)와 점유(possession), 그리고 사유재산(propriété), 즉 생산적 소유를 구별했고, 개인소유와 점유는 그것을 소유한 개인에게 직접적인 사용가치를 가져다준다고 하였다
따라서 프루동은 개인이 직접 사용하고 있는 소유 형태(예: 거주하는 집, 사용하는 도구 등)는 인정하지만, 다른 사람을 예속하는 방식으로 이루어진 생산적 소유(propriété)는 부정적으로 보았다.
프루동이 비판한 것은 소수가 이런 자원을 독점적으로 소유하고 있다면, 소유자가 비소유자들에게 권력을 휘두룰 수 있으며 단지 소유했다는 이유만으로 소유자가 다수의 사람들에게 소유한 것에 통제력을 행사하고 다수의 사람들은 그 자원을 사용하기 위해 소유자가 정한 규칙에 따라 자신의 비용(임대료, 이자, 임금노동 등)을 지불해야 한다는 점이었다.
즉, 직접적인 노동 없이 소유자가 점유하지 않고도 법적 소유권을 가졌다는 이유만으로 권력을 가지고 돈을 벌 수 있는 지대(rent), 이자(interest), 자본주의적 이윤(profit)과 같은 불로소득 구조를 지적한 것이다. 이후 프루동은 후기 작품에서 재산(property)을 점유(possession)를 의미하는 것으로 사용했다. 이로 인해 벤자민 터커(Benjamin Tucker)와 같은 일부 개인주의적 무정부주의자들이 점유를 재산 또는 사유재산(private property)이라고 부르게 되었고, 이는 무정부주의 운동 내부와 다른 사회주의자들 사이에 혼란을 야기했다.

### 사유재산과 임노동 논박
또한 근대적인 자본주의적 재산 제도 아래에서는 첫째로 자본가와 임금노동자의 고용관계가 불평등한 교환의 관계이며, 이 불평등에 의한 이익이 축적됨에 따라, 둘째로 자본가가 분업과 협동에 의한 생산력의 증대를 무상으로 손에 넣음으로써 훔치는 것으로서의 재산은 더욱더 축적되어 간다. 그런데 이것은 기구적(機構的)으로 촉진되고 있는 것이다. 그러나 사회의 일체의 부는 수많은 노동자의 협업에서 나오는 ‘집합력’의 소산이므로 집합력이 가령 자본가에 의해 형성되는 경우라도 자본가의 독점에 맡길 것이 아니라 사회 전체에 귀속시켜야 마땅한 것이다. 인간은 이러한 집합력의 소산으로부터 자기의 생명과 자손의 유지에 필요한 부분을 노동과 교환하여 획득할 수 있는 데 지나지 않는다.

### 상호주의와 시장 아나키즘
프루동은 기존 자본주의와 국가중심의 경제체제를 비판하면서도, 계획경제나 공산주의적 경제 시스템을 지지하지 않았다.
그는 "재산은 도둑질이다"라는 유명한 말을 남겼지만, 이는 사적 소유권 전체를 부정하는 것이 아니라, 타인을 예속시켜 노동을 착취하는 종류의 소유권을 비판하는 의미였다. 그는 개인이 직접 노동한 결과물에 대한 소유권은 인정하지만, 임대, 이자, 이윤과 같은 수동적 소득(불로소득)은 정당하지 않다고 보았다.
프루동은 국가가 재산을 소유하거나 경제를 직접 통제하는 것이 아니라, 개인들이 자유롭게 계약을 맺고 협력하는 시스템을 선호했다. 그는 시장과 경쟁이 필요하지만, 그것이 착취적이지 않고 상호주의적이어야 한다고 주장했다. 그는 이러한 사용-소유권(use-ownership: possession)과 경제체제를 상호주의(Mutualism)라고 불렀는데 그의 비전에 따르면 자영업 장인, 농민, 협동조합이 시장에서 제품을 거래하며, 공장과 기타 대규모 사업장은 자본주의적 재산 제도에 기반한 임금-고용관계가 아니라 직접 민주주의 원칙에 따라 운영되는 '노동조합'에 의해 관리될 것이었다.
그는 은행과 금융 시스템이 노동자를 착취한다고 보고, 무이자로 운영되는 '인민은행(Banque du Peuple)'을 구상하여, 모든 사람이 자금을 조달할 수 있도록 해야 한다고 주장했다. 프루동은 토지에 대한 사유재산에 반대하며 "토지에 관해서 내가 받아들일 수 없는 것은, 투입된 노동이 작업된 것에 대한 소유권을 부여한다는 것입니다."라고 썼다. 그는 또 재산이 더 공평하게 분배되어야 하고 개인, 가족 및 노동자 협회가 실제로 사용하는 규모로 제한되어야 한다고 생각했다.
그는 상속권을 지지하고 "가족과 사회의 기초 중 하나로서" 이를 옹호했지만, "연합 법에 따라 부의 이전은 노동의 도구에는 적용되지 않는다" 고 주장하면서 이를 개인소유물(personal possessions) 이상으로 확장하는 것을 거부했다.
이러한 그의 사상은 현대 시장 아나키즘과 좌파 자유지상주의, 시장사회주의자들에게 영향을 미쳤으며, 일부 무정부적 사회주의 그룹에서도 참고하는 개념이 되었다.

### 사회주의에서의 영향
대략 이상과 같은 내용은 19세기의 사회주의 운동에 커다란 영향을 미쳤고 마르크스도 《철학의 빈곤》등의 책을 내며 그를 강하게 비판하면서도 중요한 사람 중 하나로 높이 평가하였다.

## 같이 보기
- 프랑스 혁명
- 상호주의 (경제이론)

## 참고 자료
- 이 문서에는 다음커뮤니케이션(현 카카오)에서 GFDL 또는 CC-SA 라이선스로 배포한 글로벌 세계대백과사전의 내용을 기초로 작성된 글이 포함되어 있습니다.
- Graham, Robert. “The General Idea of Proudhon’s Revolution”. 《Anarchy Archives》. 2025년 6월 9일에 원본 문서에서 보존된 문서. 2025년 6월 11일에 확인함.
- Mckay, Iain (2011). "Mutualism, yes and no". libcom.org